# Dancing in the Dark
〈Dancing in the Dark〉는 미국의 싱어송라이터 브루스 스프링스틴이 작사, 작곡하고 공연한 노래이다. 그의 사운드에 처음으로 업템포 신시사이저 리프를 더한 이 곡은 빌보드 핫 100에서 4주 동안 2위를 차지했고 미국에서 100만 장 이상의 싱글을 판매했다. 이 곡은 1984년 그의 음반 《Born in the U.S.A.》에서 발매된 첫 싱글 음반이었고, 그의 경력에서 가장 많이 팔린 음반이 되도록 도왔다.
〈Dancing in the Dark〉는 전 세계적으로도 성공을 거두어 1984년 호주에서 가장 많이 팔린 싱글이 되었다(켄트 뮤직 리포트에서 5위를 차지했음에도 불구하고). 벨기에와 네덜란드에서 1위를 차지했고, 다른 7개국에서 톱 10 안에 들었다.
이 노래는 로큰롤을 형상화한 로큰롤 명예의 전당 500곡에 등재되어 있다.

## 작업 및 녹음
스프링스틴은 존 랜도가 음반에 싱글이 필요하다고 설득한 후 하룻밤 사이에 〈Dancing in the Dark〉를 작곡했다. 《Glory Days》라는 책의 데이브 마쉬 기자에 따르면, 스프링스틴은 랜도의 접근법에 감명을 받지 않았다고 한다. "이것 봐" 그가 으르렁거렸다. "나는 70곡을 작곡했어. 하나 더 원하면 써라." 이러한 반응에도 불구하고, 스프링스틴은 그의 호텔 방에 앉아 하룻밤 만에 그 노래를 작곡했다. 그것은 그의 심리 상태, 그의 음반 《The River》의 성공 이후 그의 고립감, 그리고 히트 싱글을 쓰려는 그의 좌절감을 요약한다. 〈Dancing in the Dark〉의 여섯 테이크는 1984년 2월 14일 더 히트 팩토리에서 녹음되었고, 58번의 믹스 후에, 작업은 1984년 3월 8일에 완료되었다. 12인치 싱글은 1984년 5월 9일에 발매되었고 그 해 미국에서 가장 많이 팔린 12인치 싱글이었다.

## 리믹스
아서 베이커는 자신의 음악을 위해 춤과 클럽 플레이를 얻기 위한 첫 번째 노력으로  〈Dancing in the Dark〉의 12인치 "Blaster Mix"를 만들어 음반 버전을 수정했다. 이 리믹스는 1984년 7월 2일에 발매되었다. 그 결과, 실제 클럽 플레이뿐만 아니라 스프링스틴에게도 많은 언론의 화제가 되었다. 이 리믹스는 《빌보드》 핫 댄스 뮤직/클럽 플레이 차트에서 7위에 올랐고, 1984년 미국에서 12인치 싱글 중 가장 많은 판매량을 기록했다.

## 곡 목록

### 7인치 싱글
1. "Dancing in the Dark" – 3:59
2. "Pink Cadillac" – 3:33

## 인증
| 국가                                                            | 인증        | 판매량/출하량 |
| --------------------------------------------------------------- | ----------- | ------------- |
| 오스트레일리아 (ARIA)                                           | 3× 플래티넘 | 210,000       |
| 캐나다 (뮤직 캐나다)                                            | 플래티넘    | 100,000^      |
| 덴마크 (IFPI Danmark)                                           | 골드        | 45,000        |
| 이탈리아 (FIMI)                                                 | 골드        | 25,000        |
| 멕시코 (AMPROFON)                                               | 골드        | 30,000        |
| 영국 (BPI)                                                      | 플래티넘    | 600,000       |
| 미국 (RIAA)                                                     | 플래티넘    | 1,000,000^    |
| ^출하량을 기반으로 한 인증 · 판매량+스트리밍을 기반으로 한 인증 |             |               |